# SOMUA S35
Pour les articles homonymes, voir S35.
Le SOMUA S35 est un char de cavalerie français de la Seconde Guerre mondiale produit entre 1936 et 1940 par SOMUA. Avec le char lourd B1 Bis, il est considéré comme le meilleur char d'assaut français disponible en 1940.
Produit à 430 exemplaires, il est rapide, solidement blindé et équipé d'un canon antichar performant pour l'époque. Ces atouts en font cependant un char cher à produire, et fastidieux à entretenir. Durant l'invasion allemande de mai 1940, le Somua S35 s'avère un blindé efficace mais incapable à lui seul de renverser la situation. Après la défaite de 1940, les S35 sont réutilisés par les forces de l'Axe. Un modèle dérivé, le SOMUA S-40 devait être développé en juin 1940.

## Développement et production

### Contexte
Le 2 août 1933, l'état-major des armées françaises lance un programme de développement visant à créer un nouveau char de 6 tonnes. L'objectif principal est de remplacer les Renault FT datant de la Première Guerre mondiale, désormais devenus obsolètes. Ce programme de développement donne lieu à une période d'études et de recherches, générant ainsi plusieurs avant-projets. Finalement, deux chars aboutissent à une production, le Hotchkiss H35 et le Renault R35.
Cependant, après la Première Guerre mondiale la cavalerie française se motorise et souhaite se doter d'une automitrailleuse de combat (AMC), plus lourde et avec un équipage de trois hommes. La création de l'AMC 34 ne convient pas et la production est rapidement abandonnée. En juin 1934, le programme AMC est modifié, un blindage de 40 mm est imposé pour la caisse, en plus d'une masse totale de 13 tonnes et de l'adoption de la tourelle APX-1. Renault reprend alors les études déjà commencées, mais la Société d'outillage mécanique et d'usinage d'artillerie (SOMUA) dépasse Renault et présente son prototype, approuvé le 26 juin 1934. Le prototype subit des essais entre avril et août 1935.

### Développement initial

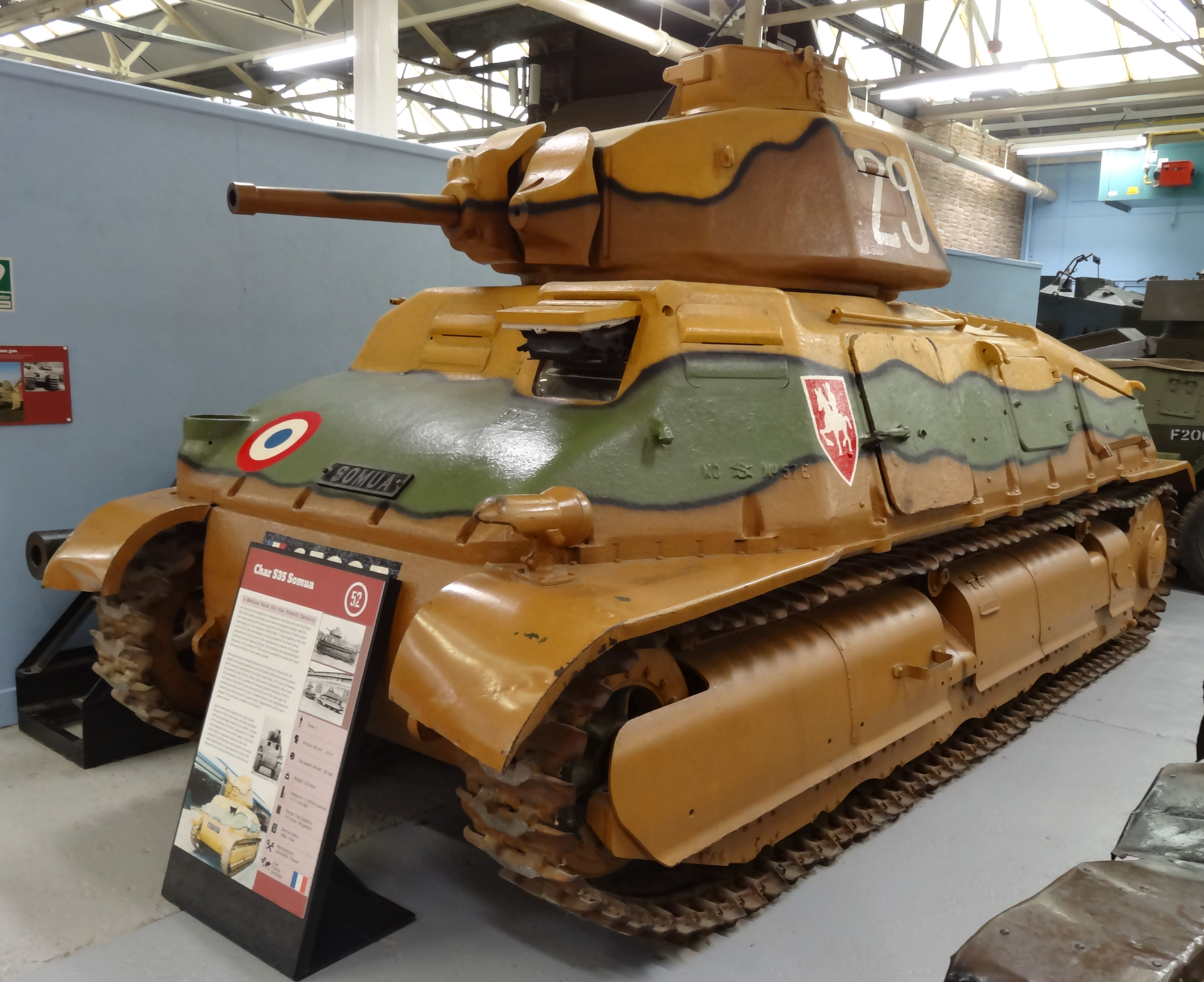
SOMUA S35 au Bovington Tank Museum

Durant sa phase de conception, le S35 est étudié pour être un char innovant. Il s'agit du premier char français équipé d'un blindage incliné en fonte de haute qualité. Ce type de blindage gagne en épaisseur effective, grâce à l'angle de la plaque, et permet de faire plus facilement ricocher les obus. Il est armé d'un nouveau canon de 47 mm SA35 de 32 calibres semi-automatique à haute vitesse initiale (à 30° d'incidence : perforation de 39 mm à 100 m, 33 mm à 500 m, 26 mm à 1 000 m pour une vitesse initiale de l'obus de 660 m/s). Le SOMUA est considéré comme l'un des premiers chars modulaires. Il est composé de 4 sections reliées par boulonnage : la partie inférieure constituée de 2 sections contient le moteur, la transmission, les commandes et porte la suspension boulonnée sur ses flancs, les deux autres sections formaient la superstructure. La section arrière recouvre le compartiment moteur-transmission, tandis que la section avant loge le compartiment de combat et supporte la tourelle. Les chenilles agissent indépendamment l'une de l'autre, permettant ainsi au char de tourner rapidement sur lui-même à l'arrêt. Son moteur de 190 ch à 2 000 tr/min, couplé à une transmission à 5 rapports, lui permet d'atteindre plus de 30 km/h en tout terrain, surpassant ses homologues français et même le Panzer III allemand.

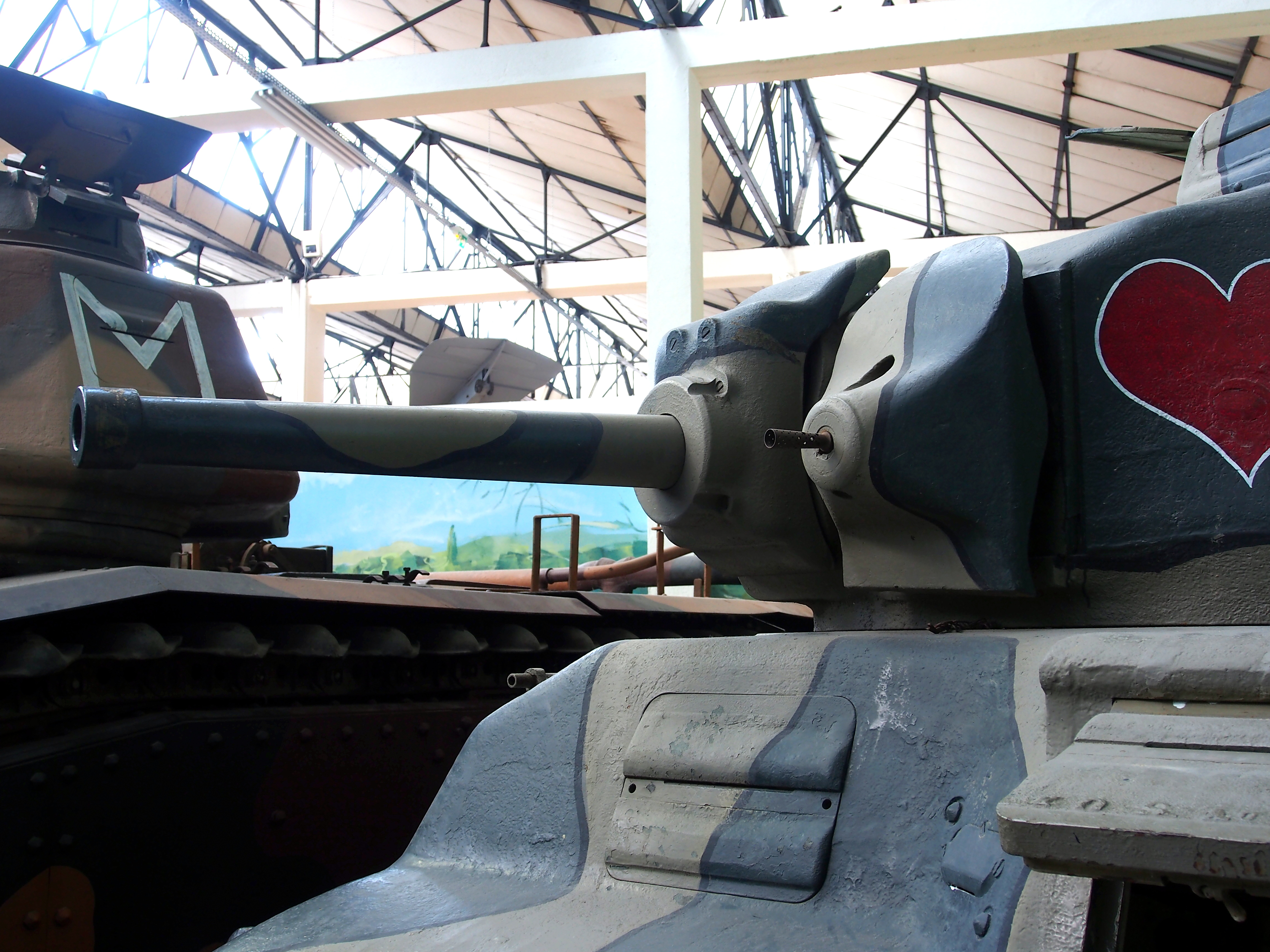
Canon SA35 de 47mm

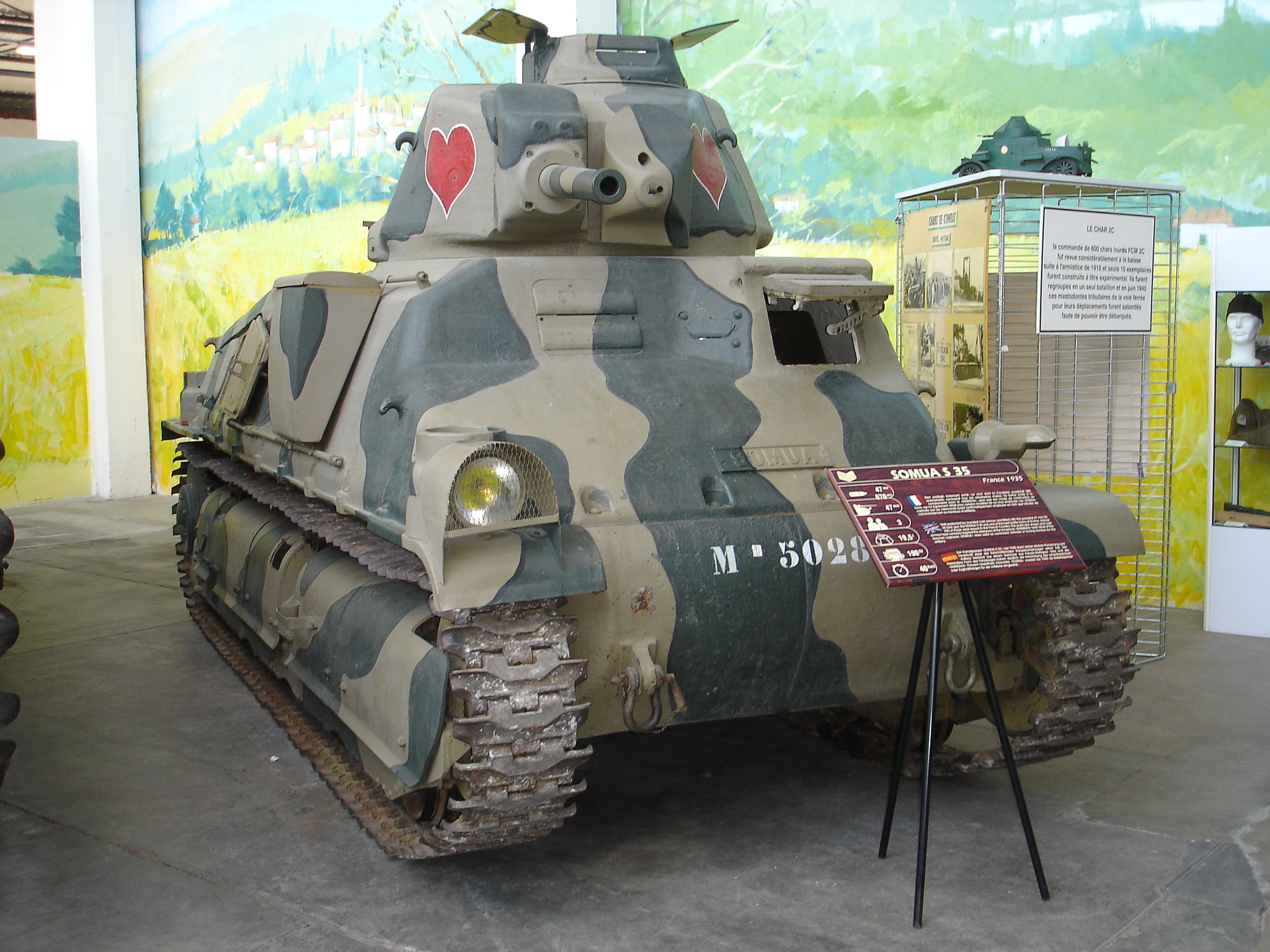
Somua S 35 au musée des blindés de Saumur

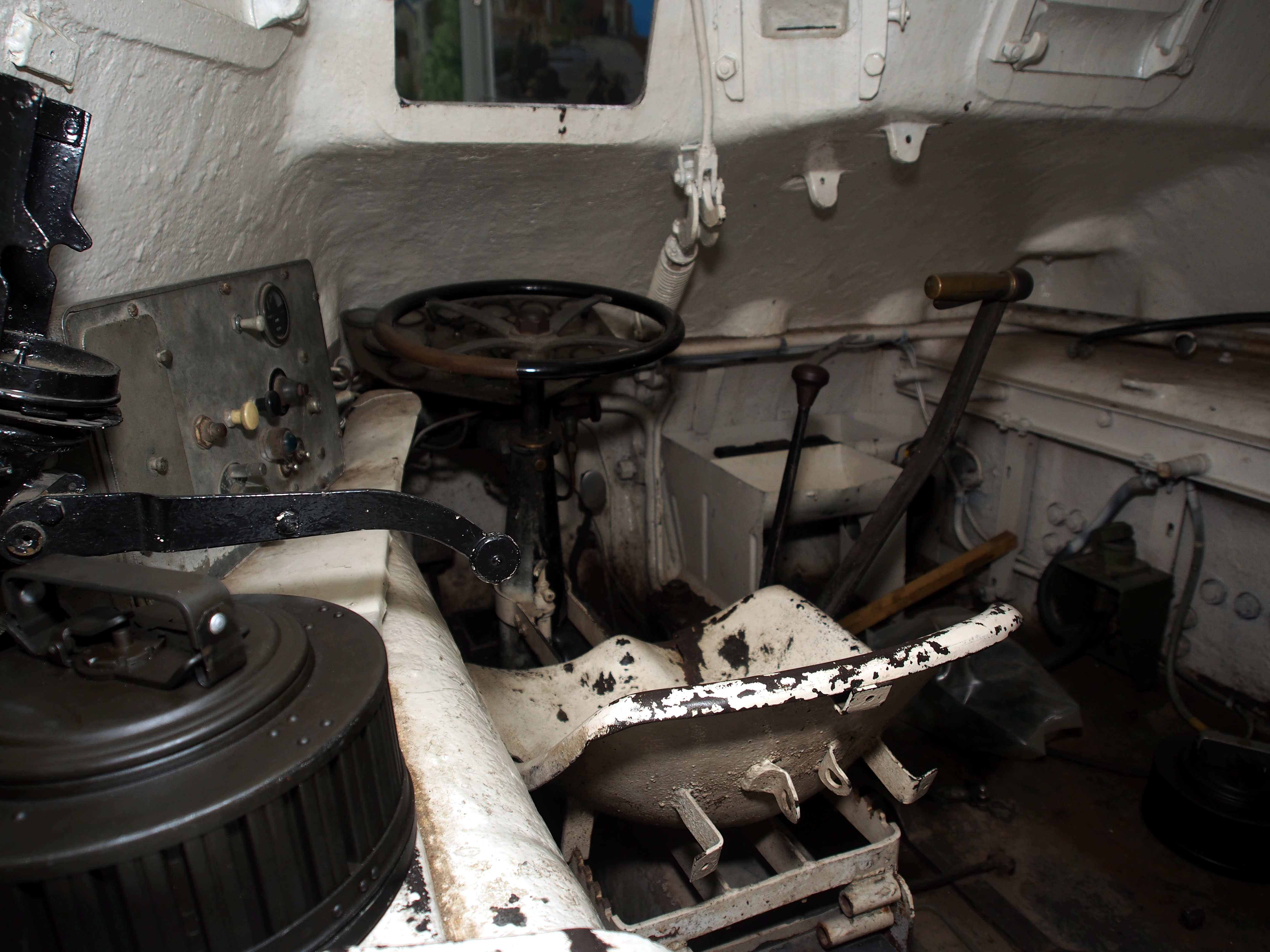
Poste de pilotage du SOMUA S-35, au musée des blindés de Saumur

Toutefois, certains défauts entravent les qualités du char. En raison des errements de l'époque, seul le char du chef de peloton était équipé d'une radio ER 29, d'une portée de 5 km rarement atteinte, dans la mesure où une simple ligne d'arbres suffisait à bloquer la transmission, en plus d'un son de mauvaise qualité souvent inaudible. Le chef de char est donc contraint de correspondre avec ses subordonnés à l'aide de pavillons de transmission ou d'une estafette. Le projet d'équiper le char d'un ER 28 est donc mis à l'étude pour équiper les chars subordonnés, mais il ne peut entrer en service avant le 10 mai 1940. De plus, sur les premiers modèles de S35, la douille éjectée de la culasse peut frapper le poste de radio placée derrière le chef de char et ainsi le mettre hors service. Le char emporte un équipage de 3 personnes, la tourelle monoplace APX, exigüe et mal conçue, rendait difficile la tâche du chef de char qui faisait aussi office de chargeur et de pointeur, ralentissant grandement la mise en œuvre de l'armement principal. Cette faiblesse est cependant légèrement compensée par le fonctionnement semi-automatique du canon de 47 mm. La visibilité est également assez médiocre, problème qui touche l'ensemble des chars français de l'époque, et rend alors extrêmement difficile la localisation de l'ennemi et l'observation du terrain. Son entretien est compliqué, pour œuvrer sur le moteur, les mécaniciens doivent démonter les éléments du blindage, une opération qui prend près de 13 heures.

### Production
Le char entre en service en 1936, mais sa production est réduite entre 1938 et 1939 sur demande de l'État-Major des armées, en plus de mouvements sociaux qui perturbent la production de l'usine. En outre, le S35 est cher à produire : environ 982 000 Francs par unité (sans la tourelle et l'armement). Finalement, seuls 430 exemplaires sortent des chaînes d'assemblage.

## Histoire opérationnelle

### Bataille de France
Les S35 produits sont concentrés dans les divisions légères mécaniques (DLM), comme le font les Allemands avec leurs Panzerdivisionen. D'autres équipent le 3e régiment de cuirassiers de la 4e division cuirassée et le 7e régiment de cuirassiers (indépendant). Néanmoins, beaucoup de chars français subirent des pannes mécaniques ou des pannes d'essence[réf. nécessaire], les services de l'intendance étant totalement dépassés par la rapidité des opérations imposées par la progression très rapide des Panzerdivisionen[réf. nécessaire]). Le SOMUA S-35 participe avec succès le 12 mai 1940 à la bataille de Hannut en Belgique, première bataille rangée de blindés de la Seconde Guerre mondiale, où l'épaisseur et l'inclinaison de son blindage lui permettent de résister efficacement aux tirs des canons 3,7-cm KwK 36 L45 des Panzers III ou 7,5-cm KwK 37 des Panzers IV allemands. Seuls les canons anti-aériens de 88 mm allemands arrivent à stopper les S35, alors que le canon de 47 mm français peut en théorie transpercer tout le blindage des chars allemands de l'époque. Le corps de cavalerie remplit sa mission retardatrice jusqu'au 14 mai 1940. Après la perte des trois DLM, elles sont reconstituées début juin 1940 avec une dotation réduite en S35.

### Saisies allemandes

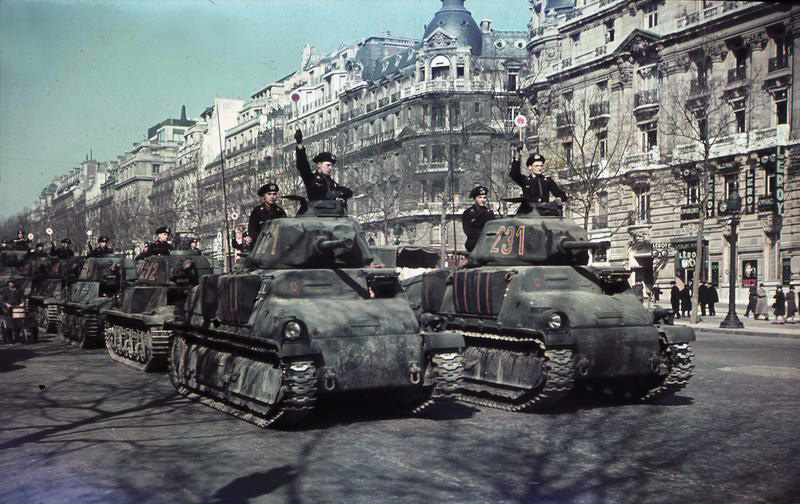
Parade de S-35 capturés et réemployés par les Allemands.

À la défaite de la France, les Allemands saisissent les S35 restants (environ 297) et les réutilisent comme Beutepanzer sous la dénomination de Panzerkampfwagen 35-S 739(f) après remplacement du tourelleau à coupole APX par un tourelleau trappe à deux battants comme sur les panzers. Ils sont reconverti en chars d'entraînement ou pour le maintien de l’ordre, et notamment le combat contre les résistants. Alors que certains sont envoyés sur le front de l'Est, d'autres combattent en Finlande contre l'Armée rouge (l'un d'eux s'y fait même capturer). La Wehrmacht utilise également des SOMUA S-35 pour lutter contre les FFI pendant la libération de Paris en août 1944.

### Autres utilisations
Des S-35 furent cédés le 27 juillet 1941 à l'armée royale italienne.
Deux SOMUA S35, capturés par les partisans yougoslaves, reprennent du service dans le camp allié, l'un d'eux avec une tourelle modifiée par l'ajout d'un caisson blindé pour accueillir un canon Mk.V de 6pdr (57 mm).
En 1941, le 12e GACA est créé en Afrique-Occidentale française et équipé de chars SOMUA S35. Ces chars participent en 1943 à la campagne de Tunisie. Enfin, des SOMUA, repris à l'occupant, prennent part à la Libération et à la bataille de la poche de Royan.

## Variantes

### SAu-40

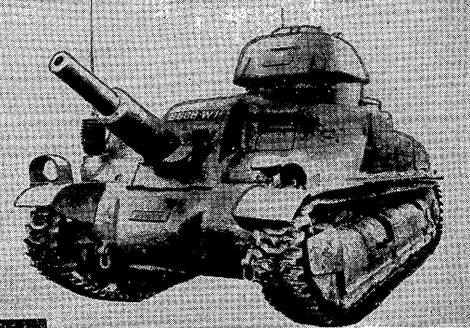
Le prototype SAu-40, avec son canon de 75.

Dérivé du S-35 et du S-40, le SAu-40 est un canon automoteur équipé d'un canon de 75 mm, canon dérivé du modèle 1929. Une commande de 36 SAu-40 (dont 12 de commandement non armés) est passée le 12 octobre 1939 afin d'équiper l'artillerie des DLM. Elle est annulée le 9 mai 1940 au profit de l'ARL V 39, destiné aux divisions cuirassées et qui utilise le même canon. À la place, les SAu-40 doivent être produits avec des canons de 47 mm modèle 1937, plus faciles à produire. Un seul prototype du SAu-40 (avec canon de 75) a été achevé, construit en acier dur. Pendant la bataille de France, il est intégré en juin 1940 dans une unité de S-35,,.

## Dans la culture populaire

### Jeux vidéo

#### World of Tanks
- Le SOMUA S35 est jouable et est classé comme un char moyen français de rang III ainsi qu'une version premium allemande capturé sous le nom de PZ.KPFW. S35 739 (F) les deux chars étant les chars de rang III les mieux blindé du jeu.
- Le prototype SAu 40 est jouable et est classé comme chasseur de char français de rang IV.

#### War Thunder
- Le SOMUA S35 est jouable et est classé comme un char moyen français de rang I, avec une côte de bataille de 1.3.
- Le prototype SAu 40 est jouable et est classé comme chasseur de char français de rang I, avec une côte de bataille de 1.7.